# شاتنوا-لو-رویال
شاتنوا-لو-رویال (انگلیسی: Châtenoy-le-Royal) یک کمون در دپارتمان سون-ا-لوآر واقع در ناحیهٔ بورگونی-فرانش-کنته در شرق فرانسه است و حومهٔ غربی شلون-سور-سون محسوب می‌شود.